# Khmers Serei
Les Khmers Serei (littéralement « Khmers libres »), est un mouvement cambodgien de guérilla anticommuniste et antimonarchiste des années 1950 et 1960.

## La genèse
Son fondateur, Son Ngoc Thanh était connu pour ses idées indépendantistes et nationalistes. Ayant été intronisé premier ministre en 1945 à la suite de l'éviction du pouvoir colonial par l'armée japonaise, il connaitra l’exil en France après la guerre. De retour au Cambodge à la fin de 1951, il n’a pas pour autant abandonné ses convictions autonomistes et rejoindra les maquis khmers Issarak pour lutter contre l'administration du protectorat.
Ce sont finalement les efforts du roi Norodom Sihanouk qui aboutissent à la proclamation de l'indépendance du Royaume du Cambodge, le 9 novembre 1953 sans que la guérilla puisse en revendiquer un quelconque crédit. En février 1954, les responsables issarak de droite Norodom Chantaraingsey (en) et Savangs Vong prêtent officiellement allégeance au trône alors qu’à gauche, le Việt Minh renonce à porter au Cambodge l'offensive envisagée par Võ Nguyên Giáp.
En septembre 1954, Son Ngoc Thanh tente à son tour de sortir de la clandestinité mais sa demande de négociation essuie une fin de non-recevoir de la part de Norodom Sihanouk. Il se retire alors à la frontière khméro-thaïlandaise où il se met sous la protection des autorités de Bangkok. Dans le même temps, le refus de Sihanouk d’adhérer à l’OTASE et sa participation à la conférence de Bandung irritent les dirigeants américains qui cherchent à encourager l’émergence de dirigeants potentiels plus conciliants à leur égard à même de supplanter le chef de l’État cambodgien. Dans cette optique, Son Ngoc Thanh apparait très vite comme le meilleur candidat. Il est de ce fait aidé à construire un camp paramilitaire près de la frontière entre le Cambodge et la Thaïlande dans lequel il regroupe quelque 2 000 partisans qui prennent le nom de « Khmers Serei ».

## Opposition à Norodom Sihanouk
Dès l'origine, les principaux objectifs affichés par le mouvement sont de lutter contre le régime instauré par Norodom Sihanouk et de renverser la monarchie khmère pour devenir partie intégrante du paysage politique cambodgien.
Un nombre indéfinis de jeunes Cambodgiens opposés à la politique de Norodom Sihanouk choisissent de venir grossir les rangs des Khmers Serei.
Très vite, l’asile offert par la Thaïlande aux Khmers Serei tend les rapports entre Bangkok et Phnom Penh et aboutira, en 1961, à une rupture des relations diplomatiques entre les deux pays.
Si l’aide américaine au moins indirecte est difficile à contester, elle se devait à l’époque de rester discrète. En effet, Norodom Sihanouk avait néanmoins accepté le programme d’aide militaire des États-Unis et les militants de la gauche cambodgienne faisaient l’objet de manœuvres d’intimidation qui montraient que si le royaume khmer avait choisi de ne pas s’aligner sur la politique de Washington, il n’en avait pas pour autant basculer dans le camp communiste. Ainsi, lorsqu’un officiel américain de Bangkok fait publiquement part de sa visite du camp, il est sanctionné par son ambassadeur pour en avoir révélé l’existence.
Dans son manifeste de 1959, le mouvement reproche au prince de conduire une politique de « communisation » du pays.
Au début des années 1960, les Khmers Serei recrutent également en république du Viêt Nam de nouveaux membres au sein de la communauté khmère Krom. Ils deviennent rapidement une véritable force militaire disciplinée.
Ils entretiennent également des liens étroits avec le Front de lutte du Kampuchéa Krom, un groupe créé par un moine Khmer Krom du nom de Samouk Sen et qui militait pour l’indépendance de la Cochinchine et qui de par ses accrochages fréquents avec les troupes du Việt Cộng obtient un financement de la CIA. Cette milice paramilitaire va d’ailleurs bientôt fusionner avec d’autres groupes de minorités pour fonder le Front unifié de lutte des races opprimées (FULRO).
Leur quartier général est alors situé dans l’enceinte d’une pagode bouddhiste cambodgienne du village sud-vietnamien de Tịnh Biên, dans la région des sept montagnes, près de la frontière .Un certain nombre de ces Khmers Krom sont également des supplétifs des forces spéciales américaines. Ce double engagement est bénéfique aux deux parties. D’un côté Son Ngoc Thanh peut compter sur des troupes bien rémunérées, équipées et entraînées alors que le commandement militaire américain peut utiliser pour ses missions au Cambodge et dans le delta du Mékong, des personnes qui de par leur parfaite connaissance du terrain et de la langue locale peuvent recueillir de précieux renseignements sur les mouvements de troupes du Việt Cộng. Si aucun chiffre n’a été officiellement publié, des sources concordantes affirment que plus de la moitié des Khmers Krom engagés dans ces forces supplétives étaient également des Khmers Serei. Ces troupes ne dépendent pas directement de Son Ngoc Thanh mais chacune de ces unités a un cadre qui rend compte au leader nationaliste.
Si d’une manière générale les médias n’accordent qu’une importance mesurée aux khmers Serei, il n’en est pas de même de Norodom Sihanouk qui n’apprécie guère leurs attaques calomnieuses à son égard dans les émissions radio qu’ils diffusent depuis les frontières thaïlandaise et vietnamienne.
Dans ses discours, le prince ne se prive pas de les fustiger et de les déclarer « traîtres à la constitution et à la nation ». Le gouvernement pour sa part prend des mesures drastiques pour limiter leurs actions.
On peut aujourd’hui penser que le consentement américain accordé aux supports sud-vietnamien et thaïlandais à Thanh a contribué à altérer la confiance que Sihanouk aurait dû avoir envers Washington.
Sihanouk déclarait ainsi, dans un discours prononcé le 5 novembre 1963, que si les Khmers Serei ne cessaient pas leurs émissions depuis la Thaïlande et le Sud Viêt Nam d’ici à la fin de l’année, il « se dispenserait de l’aide économique et militaire du monde libre ». Dans la mesure où il considérait les gouvernements de Bangkok et de Saigon comme des marionnettes des États-Unis, il jugeait ces derniers responsables de ces émissions et estimait qu’ils n’auraient aucun mal à faire fermer les radios.
En demandant de faire brutalement cesser ces émissions, Sihanouk mettaient les Américains dans une situation embarrassante. Quand bien même la requête viendrait de leur mentor, il semblait clair que les gouvernements thaïlandais et sud-vietnamien utiliseraient des manœuvres dilatoires plutôt que de s’exécuter. Pour le prince, l’impossibilité de répondre à sa demande témoignait moins de leur impossibilité à manier leurs « vassaux » que de leur complicité dans les manigances des puissants voisins du royaume khmer.
Le 19 novembre de la même année, durant un Congrès national extraordinaire du Sangkum Reastr Niyum, le chef de l’État annonce l’arrestation de deux membres des Khmers Serei, Saing San et Preap In, qui ont pénétré au Cambodge grâce à un laissez-passer du premier ministre, le prince Norodom Kantol et d’In Tam, gouverneur de la province de Takeo et dont Preap In est le neveu. Ils auraient été envoyés au Cambodge pour négocier avec Sihanouk, et, après plusieurs conversations avec des officiels de Takeo, ils sont arrêtés et envoyés sous bonne garde à Phnom Penh où ils sont exposés dans des cages durant le Congrès. Le prince, dément avoir conclu un arrangement avec eux et le rassemblement s’improvise en tribunal pour juger les accusés. Sihanouk leur demande d’avouer que les Américains aident Son Ngoc Thanh et fournissent les émetteurs radio des Khmers Serei. Saing San s’exécute et est immédiatement libéré, mais Preap In, certainement en état de choc, reste silencieux. Il est déféré devant un tribunal militaire, condamné à mort le 25 novembre et fusillé au début de 1964. Si très peu de témoignages du procès ont été publiés, un film d’une quinzaine de minutes sur son exécution est réalisé à la demande du prince et diffusé pendant un mois dans tous les cinémas du Cambodge. Des affiches sur le même sujet sont également envoyées dans toutes les écoles. La référence à ces décisions lugubres réapparaîtra plus tard dans la propagande anti Sihanouk et des études font de l’évènement le marqueur du début du déclin du prince.
Le même congrès approuve également la décision de renoncer à l’aide américaine.
Le 20 novembre, John Fitzgerald Kennedy provoqua une réunion à la Maison-Blanche avec des membres du département d'État et ses conseillers afin de s’informer sur les causes de la crise cambodgienne. Il a du mal à croire que Norodom Sihanouk veut réellement se priver de l’aide économique à cause de Khmers Serei dont lui-même ignore jusqu’à l’existence. Le Secrétaire adjoint Roger Hilsman (en)  avoue à son président que ces dissidents ont été secrètement soutenus pendant la période Eisenhower et que de fortes sommes ont été engagées ; il suggère d’apaiser la situation par le biais d’une déclaration dans laquelle Kennedy démentira la poursuite de cette aide. Ce dernier acquiesce et envisage, afin de calmer Sihanouk, d’envoyer à Phnom Penh Dean Acheson, qui avait défendu les intérêts du Cambodge devant la Cour internationale de justice dans le conflit qui l’opposa à la Thaïlande à propos du Temple de Preah Vihear. Il est décidé d’attendre quelques jours et le retour d’un voyage que le président doit faire au Texas pour finaliser l’affaire. Malheureusement, deux jours plus tard, le 22 novembre 1963, à 12 h 30 locales, Kennedy était assassiné à Dallas.
Le prince Norodom Kantol, qui se rend aux funérailles du président assassiné, a un entretien avec Lyndon B. Johnson au cours duquel ce dernier reste évasif quant à l’implication américaine dans le mouvement des Khmers Serei. Le premier ministre cambodgien rencontre également le sous-secrétaire d’État William Averell Harriman qui, afin de calmer le jeu proclame : « Nous n’avons aucun contact direct ou indirect avec les Khmers Serei, ni avec aucun groupe qui tenterait d’affecter la souveraineté et l’indépendance du Cambodge ». Cette déclaration reconnait néanmoins à demi-mot que les États-Unis sont au courant des activités des Khmers Serei et du soutien dont ils bénéficient de la part de leurs alliés. Sihanouk ne peut se satisfaire de la déclaration de Harriman.
Les relations entre les deux pays allaient s’en trouver dégradées pendant près de cinq ans.
À leur apogée, en 1968, les Khmers Serei auraient compté plus de 8 000 personnes.
Le début de l’année 1969 débute par la défection de plusieurs centaines de Khmers Serei dans la province d'Otdar Mean Cheay, qui sera largement médiatisée. Le 21 janvier, lors d’une conférence de presse, plusieurs dizaines de ces combattants affirment que leur décision a été prise après qu’ils ont eu connaissance d’un accord secret entre Bangkok et Son Ngoc Thanh qui aurait accepté, une fois la victoire acquise et en échange d’un soutien du gouvernement de Thanom Kittikachorn, de céder à la Thaïlande, les provinces que cette dernière avait déjà annexées pendant la seconde guerre mondiale. Bien que de telles assertions restent encore de nos jours sujettes à caution, elles ne peuvent qu’exacerber la rancœur anti-thaïlandaise de la population cambodgienne et la conforter dans la vision de la situation que Sihanouk lui présentait depuis des années.
Les raisons de ces défections n’ont pas été clairement établies, mais plusieurs sources évoquent une tentative d’infiltration orchestrée par Son Ngoc Thanh ou la CIA afin de renforcer les positions anti vietnamiennes du Premier ministre Lon Nol au sein de l’armée,,,.
Toujours est-il que ces combattants sont accueillis à bras ouverts par Sihanouk qui les intègre dans les forces armées royales khmères. Ces fantassins, bien équipés et entraînés permettent de mettre la pression sur les troupes vietnamiennes stationnées au Cambodge. Le monarque n’y voit pas de risque, pensant que l’antagonisme entre Son Ngoc Thanh et Lon Nol le prémunit contre une alliance à son encontre.

## Soutien à la République khmère
Après la déposition de Norodom Sihanouk en mars 1970, les Khmers Serei sont envoyés dans des avions de l’US Air Force à Phnom Penh pour soutenir les forces sud-vietnamiennes qui opèrent au Cambodge dans le cadre de l’extension de la guerre du Viêt Nam.
Ils auraient aussi été impliqués dans les massacres de civils vietnamiens qui ont lieu à ce moment.
Mais Lon Nol, le nouvel homme fort du Cambodge aurait vu dans ces bataillons structurés de 1 500 hommes bien entraînés et armés une menace contre son autorité et il aurait de ce fait délibérément choisi de les impliquer dans les batailles les plus meurtrières dont peu reviendront.
Dans le même temps, avec l’avènement de la république khmère, officiellement proclamée en octobre 1970 mais de facto en place depuis mars de la même année, le mouvement perd sa principale raison d’être et en ressort paradoxalement affaibli. La déposition de Norodom Sihanouk allait rapidement avoir des conséquences désastreuses pour un pays qui n’était pas préparé à une extension de la guerre civile. Les libertés politiques, qui était le second volet des revendications des Khmers Serei vont elles aussi être rapidement contrariées par l’état d’urgence imposé par la guerre et par les volontés hégémoniques de Lon Nol et de ses proches.

## Retour à la guérilla
Lorsqu’en 1975 le régime khmer rouge s’impose sur l’ensemble du pays, quelques « Khmers libres » des Monts Dângrêk rejoignent des camps de réfugiés sur la frontière thaïlandaise, tels Nong Chan (en) ou Nong Samet (en). Ces groupes de Khmers Serei ou se réclamant comme tels vont semer quelques troubles mais ils sont trop disparates et pas assez coordonnés entre eux pour représenter une réelle menace.
Les Khmers Serei sont également mentionnés par les auteurs Cambodgiens ayant survécut au génocide, comme Haing Ngor.
En 1979, à l’avènement de la république populaire du Kampuchéa, ils continuent le combat contre le nouveau régime de Phnom Penh, rejoints par des combattants khmers rouges et sihanoukistes. Ils forment finalement l’ossature du front national de libération du peuple khmer.